# Czinder Antal
Czinder Antal (Budapest, 1937. június 25. –) magyar szobrász és éremművész.

## Életpályája
A köztéri művek és kisplasztikák mellett jelentős az éremművészeti tevékenysége. Éveken át rendszeresen jelentek meg grafikái napi- és hetilapokban. Gyakran készít domborműveket, emléktáblákat. 1968-2002 között a Képző- és Iparművészeti Szakközépiskola szobrász és rajz tanára.
Plasztikai munkásságára jellemző a kubisztikus formavilág. A mintázott felület gazdagsága mellett feltűnő, hogy a bronz öntvényt aprólékosan cizellálja. Az 1970-es években - az éremművészet területén -, feltűnést keltettek egyéni, sajátos formakezeléssel készült munkái (Bélapátfalva 1975). Érmein gyakran jelenik meg az épített környezet, belső terek (budapesti FIDEM Kongresszus emlékérme 1976), utcarészletek. Több érme a kerek forma ellenére „talpra” állítható, így kisplasztikaként is teljes értékű műalkotás. Időnként színes tűzzománc díszítést is alkalmaz.

### Tanulmányai
- 1951 - 1955 Képző- és Iparművészeti Gimnázium, Budapest. Tanárai: Balázs László és Somogyi József
- 1956 - 1961 Magyar Képzőművészeti Főiskola, Budapest. Mesterei: Ferenczy Béni, Kisfaludi Strobl Zsigmond, Szabó Iván és Pátzay Pál

## Kiállításai

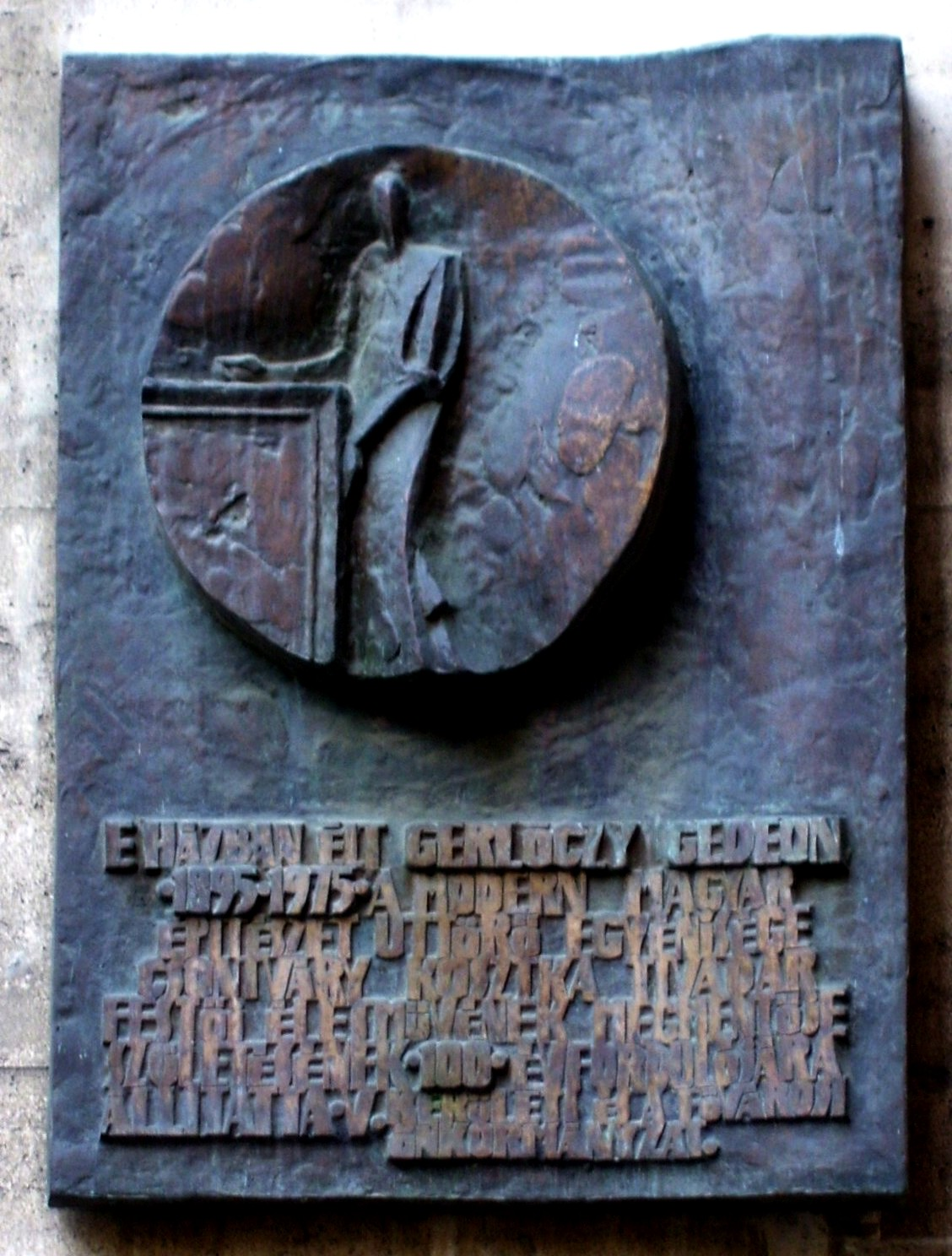
Gerlóczy Gedeon emléktáblája, Budapest V. kerülete

### Csoportos kiállítások (válogatás)
- 1962 9. Magyar Képzőművészeti kiállítás, Műcsarnok, Budapest
- 1963-1971 Fiatal Képzőművészek Stúdiója Tárlatok, Ernst Múzeum, Budapest
- 1964 VIII. Országos Képzőművészeti kiállítás, Miskolc
- 1965 10. Magyar Képzőművészeti kiállítás, Műcsarnok, Budapest
- 1966-1967 Szegedi Nyári Tárlat, Móra Ferenc Múzeum, Szeged
- 1967 Fiatal Művészek V. Nemzetközi Biennále, Párizs
- 1968 11. Magyar Képzőművészeti kiállítás, Műcsarnok, Budapest
- 1968 Stúdió '58-68, Műcsarnok, Budapest
- 1969 Magyar Művészet 1945-1969, Műcsarnok, Budapest
- 1970 Fiatal Képzőművészek Stúdiója Egyesület Tárlata, Madách Színház, Budapest
- 1970 5. Balatoni Nyári Tárlat, Balatoni Múzeum, Keszthely
- 1973-1979, 1983-2002, 2007 FIDEM Nemzetközi Éremművészeti Kiállítás
- 1975 Jubileumi kiállítás, Műcsarnok, Budapest
- 1975 Salgótarjáni Tavaszi Tárlat, Salgótarján
- 1976 XXIII. Vásárhelyi Őszi Tárlat, Tornyai János Múzeum, Hódmezővásárhely
- 1977 Éremművészet 1977, Csontváry Terem, Pécs
- 1977 30 év magyar éremművészete, Szentendre
- 1977-2005, 2007 Országos Érembiennále, Lábasház, Sopron
- 1978 Magyar szobrászat, Műcsarnok, Budapest
- 1980 10. Salgótarjáni Tavaszi Tárlat, József Attila Megyei Művelődési Központ, Salgótarján
- 1981 Jelenkori Magyar Éremművészet, Magyar Kultúra Háza, Berlin
- 1982 Érem, Vigadó Galéria, Budapest
- 1982 Országos Tárlat, Műcsarnok, Budapest
- 1984 Tornyai János Múzeum Vendégkiállítás, Hatvani Galéria, Hatvan
- 1991 Kortárs éremművészeti kiállítás, Salamon-torony, Visegrád
- 1993 Modern Magyar Éremművészet 1975-1996, Magyar Nemzeti Galéria, Budapest
- 1997 Magyar Szalon '97, Műcsarnok, Budapest.
- 1997 Határesetek. Az érem harmadik oldala, Budapest Galéria, Budapest
- 1999 Nemzetközi Kortárs Érembiennále, Seixal (Portugália)
- 2001 Szobrászaton innen és túl, Műcsarnok, Budapest
- 2003 Érem és irodalom. Petőfi Irodalmi Múzeum, Budapest
- 2004 A Duna, a Moldva, és a Visztula mentén. Éremkészítők és műveik, Éremművészeti Múzeum, Wrocław; 2005: Éremművészeti Múzeum, Kremnica

### Egyéni kiállításai (válogatás)
- 1962 Madách Színház

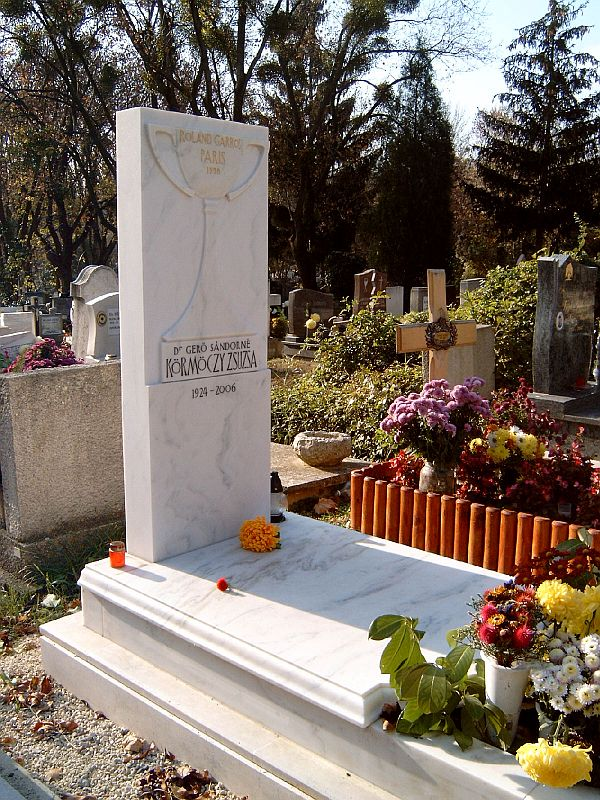
Körmöczy Zsuzsa sírja a Farkasréti temetőben

- 1967 Művelődési Központ, Dunaújváros
- 1968 Stúdió-kiállítás, Szófia
- 1969 Fészek Klub, Budapest
- 1970 Magyar Intézet, Szófia
- 1970 Madách Színház
- 1974 Kulturális Kapcsolatok Intézete Kiállítóterem (ma: Dorottya Galéria), Budapest
- 1974 Medgyessy Terem, Hódmezővásárhely
- 1974 Nógrádi Sándor Múzeum, Salgótarján
- 1975 Művelődési Központ, Dabas
- 1976 Helikon Galéria, Budapest
- 1976 Galerie, Köln
- 1978 Megyei Könyvtár, Eger
- 1979 Csepel Galéria, Budapest
- 1981 Palóc Múzeum, Balassagyarmat
- 1983 Magyar Intézet, Szófia
- 1983 Magyar Intézet, Bukarest
- 1986 Mensch Galerie, Hamburg
- 1988 Vigadó Galéria, Budapest
- 1989 Tornyai János Múzeum, Hódmezővásárhely
- 1990 Megyei Könyvtár, Békéscsaba
- 1997 Városi Galéria, Nyíregyháza
- 2010 Semmelweis Orvostörténeti Múzeum, Budapest
- 2011 Fővárosi Szabó Ervin Könyvtár Galériája, Budapest

## Díjai, elismerései (válogatás)

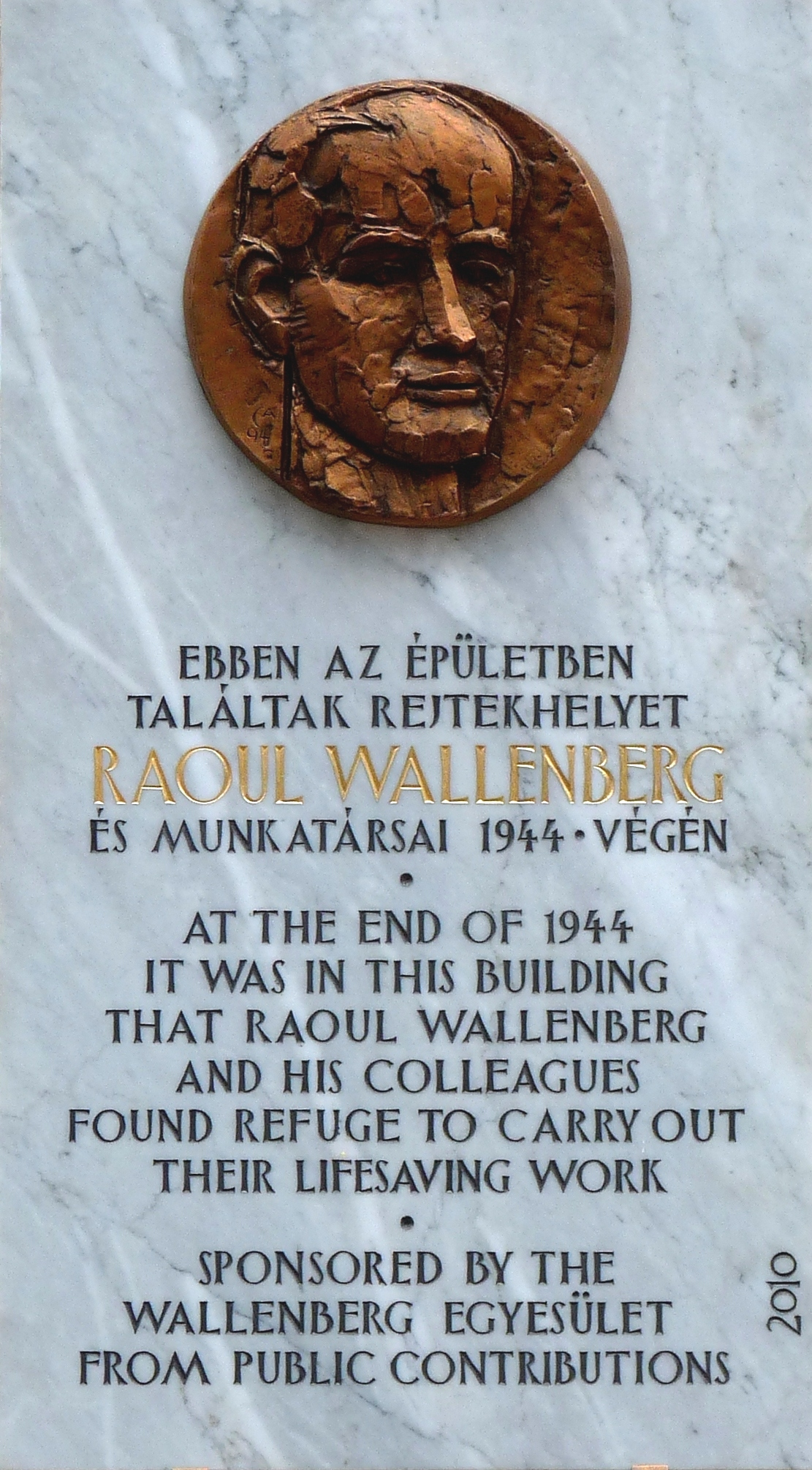
Raoul Wallenberg emléktáblája Budapest V. kerületében

- 1965-1968 Derkovits Gyula Képzőművészeti Ösztöndíj
- 1970 II. Országos Kisplasztikai Biennálé, Pécs
- 1976 FIDEM érempályázat II. díj
- 1977 Országos Érembiennále, Sopron Város "700. évforduló" Intézőbizottságának díja
- 1981 Munkácsy Mihály-díj
- 1983 Nemzetközi Dante Kisplasztikai Biennále, Ravenna, Ravenna város aranyérme
- 1988 SZOT-díj
- 1991 Országos Érembiennále, Sopron, Civitas Fidelissima-díj
- 2022 Ligeti Erika-díj

## Köztéri munkái (válogatás)
- 1964 Boci (alumínium, szobor, Veszprém, Állatkert)
- 1965 Fáy A. (mészkő, szobor, Parád, iskola előtt)
- 1974 Angyal kútfigura (bronz, szobor, Salgótarján, park)
- 1978 Ülő fiú (mészkő, szobor, Szolnok, Tisza-liget)
- 1988 Brüll A. (bronz, domborműves emléktábla, MTK-sporttelep)
- 1989 Kosztolányi D. (bronz, domborműves emléktábla, Budapest, IX. ker., Üllői út)
- 1990 Kosztolányi D. (bronz, domborműves emléktábla, Budapest, I. ker., Logodi u.)
- 1992 Mindszenty J. (bronz, domborműves emléktábla, Csehimindszent)
- 1992 Madonna (kő, szobor, Gellérthegyi sziklakápolna)
- 1993 1956-os emlékmű (bronz, szobor, Budapest, IX. ker., Bakáts tér)
- 1994 Wallenberg (bronz, márvány, domborműves emléktábla, Budapest, XI. ker., Minerva út)
- 1995 Latinovits Z. (bronz, domborműves emléktábla, Budapest, IX. ker., Mester u.)
- 1996 Koffán K. (bronz, domborműves emléktábla, Budapest, XI. ker., Villányi út)
- 1997 Gerlóczy G. (bronz, domborműves emléktábla,)
- 1997 Montágh I. (bronz, domborműves emléktábla, Budapest, XI. ker., Fogócska u. Általános Iskola)
- 1997 Pesty F. (bronz, kő, domborműves emléktábla Taverna Szálló)
- 1997 K. Rulikowski (bronz, domborműves emléktábla, Földművelésügyi Minisztérium)
- 1997 Merengő (bronz, szobor, Nyíregyháza, a Molnár u. fürdő előtt)
- Kéthly Anna (fejszobor, Budapest VII. Kéthly Anna tér).